# Alexander Tolstoy
Alexander Tolstoy, född 1 juli 1969 i Lidingö, är en svensk skådespelare, mest känd som Philip Gripenhielm i tv-serien Nya tider (39 avsnitt, 1999–2000).